# Vlasta Kohoutová
Vlasta Kohoutová (* 20. listopadu 1927) byla česká a československá politička Komunistické strany Československa a poslankyně Sněmovny lidu Federálního shromáždění za normalizace.

## Biografie
K roku 1971 i 1976 se profesně uvádí jako dětská sestra.
Ve volbách roku 1971 byla zvolena do Sněmovny lidu Federálního shromáždění (volební obvod č. 7 - Praha 4 III, hlavní město Praha). Mandát obhájila ve volbách roku 1976 (obvod Praha 4-střed). Ve FS setrvala do konce funkčního období, tedy do voleb roku 1981. V období let 1976-1981 působila i ve funkci členky předsednictva Sněmovny lidu Federálního shromáždění.
V 70. letech se coby poslankyně FS účastnila zasedání MNV v Modřanech.